# Getto w Andrychowie
Getto w Andrychowie – getto utworzone 26 września 1941 r. przez Niemców w Andrychowie. Getto miało charakter rotacyjny – było miejscem, gdzie zwożono Żydów przed wywiezieniem ich do Auschwitz. Przebywali tu Żydzi m.in. z Andrychowa, Białej, Czańca, Inwałdu, Kęt, Nidku i Żywca.
Getto przewidziane było na około 300 osób. Środkową część getta przy ulicy Brzegi otoczono dwumetrową siatką, a pozostałe ulice pozostawiono otwarte. Panował tu porządek, nie zdarzały się epidemie – Niemcy pokazywali je komisjom z Czerwonego Krzyża. Żydów zamkniętych w getcie zmuszano do ciężkich prac np.: do regulacji Wieprzówki i Soły. Osoby starsze, chore i dzieci do lat dziesięciu były natychmiast wywożone do Auschwitz.

## Historia getta
- 26 września 1941 – utworzenie getta w Andrychowie. Niemcy wysiedlili Polaków z części miasta w trójkącie ulic: Szewska, Brzegi, Koświckiego.
- 3 lipca 1942 – Żydzi zostali spędzeni na „Palestynę” przy ul. Batorego – tu nastąpiła selekcja. 40 osób wywieziono do obozu zagłady, 100 do obozów pracy a 60 osób wraz z Judenratem i policją żydowską wywieziono do getta w Wadowicach[1]
- 15 września 1942 – około 200 osób wywieziono do Auschwitz
- maj 1943 – getto zostało przejęte przez Gestapo, obóz zmienił nazwę na „Obóz Żydowski Urzędu Gospodarki Wodnej w Katowicach, Oddział w Bielsku, budowa w Andrychowie”. W getcie przebywało w tym czasie około 150 Żydów
- 2 listopada 1943 – likwidacja getta, około 40 osób zostało wywiezione w głąb Niemiec.

## Powierzchnia getta
- Getto otwarte – 25 hektarów – 51 domów
- Getto zamknięte – 1,25 hektara – 16 domów

Getto zamknięte ogrodzone było 2-metrową siatką.

## Nazwy ulic w getcie
- Lutzow-Str. – ul. Brzegi
- Gneisenau-Str. – ul. Szewska
- Ziethen-Str. – ul. Koświckiego
- Moltke-Str. – ul. Niecała
- Blücher-Str. – ul. Starowiejska
- Wrangler-Str. – ul. Batorego
- Krakauer Str. – ul. Krakowska